# Klaudia Jans-Ignacik
Klaudia Jans-Ignacik (Gdynia, Polònia, 24 de setembre de 1984) és una tennista professional polonesa retirada.
La fita més important de la seva carrera va ser disputar la final del Roland Garros l'any 2012 en la modalitat de dobles mixts. Individualment no va aconseguir cap títol en el circuit WTA però sí un en el circuit ITF, arribant al lloc 410 del rànquing individual. En el seu palmarès consten tres títols de dobles femenins en el circuit WTA que li van permetre arribar al 28è lloc del rànquing. La major part de la seva trajectòria ho va fer al costat de la seva compatriota Alicja Rosolska.
Jans també ha representat a la seva selecció nacional en la Copa Federació, i té un registre de 18-6.
La seva millor classificació en individuals ha el N°410, el qual va aconseguir el 16 d'agost de 2004. La seva millor classificació de dobles ha estat N°28, de la qual va aconseguir el 10 de setembre de 2012.

## Torneigs de Grand Slam

### Dobles mixts: 1 (0−1)
| Resultat  | Núm. | Any  | Torneig       | Parella           | Oponents                    | Marcador    |
| --------- | ---- | ---- | ------------- | ----------------- | --------------------------- | ----------- |
| Finalista | 1.   | 2012 | Roland Garros | Santiago González | Sania Mirza Mahesh Bhupathi | 6−7(3), 1−6 |

## Palmarès

### Dobles femenins: 10 (3−7)
| Abans de 2009                | Després de 2009         |
| ---------------------------- | ----------------------- |
| Grand Slam (0−0)             |                         |
| WTA Tour Championships (0−0) |                         |
| Tier I (0−0)                 | Premier Mandatory (0−0) |
| Tier II (0−0)                | Premier 5 (1−0)         |
| Tier III (0−0)               | Premier (0−0)           |
| Tier IV i V (0−0)            | International (0−0)     |

| Títols per superfície |
| --------------------- |
| Dura (1−3)            |
| Gespa (0−0)           |
| Terra batuda (2−4)    |

| Resultat   | Núm. | Data                 | Torneig              | Superfície   | Parella             | Oponents                                 | Marcador            |
| ---------- | ---- | -------------------- | -------------------- | ------------ | ------------------- | ---------------------------------------- | ------------------- |
| Finalista  | 1.   | 9 d'agost de 2004    | Sopot, Polònia       | Terra batuda | Alicja Rosolska     | N. Llagostera Vives Marta Marrero        | 4−6, 3−6            |
| Finalista  | 2.   | 25 d'abril de 2005   | Varsòvia, Polònia    | Terra batuda | Alicja Rosolska     | Tatiana Perebiynis B. Záhlavová-Strýcová | 1−6, 4−6            |
| Finalista  | 3.   | 18 de juliol de 2005 | Palerm, Itàlia       | Terra batuda | Alicja Rosolska     | Giulia Casoni Maria Korítseva            | 6−4, 3−6, 5−7       |
| Finalista  | 4.   | 2 de gener de 2009   | Brisbane, Austràlia  | Dura         | Alicja Rosolska     | A-L. Grönefeld Vania King                | 6−3, 5−6, [5−10]    |
| Guanyadora | 1.   | 6 d'abril de 2009    | Marbella, Espanya    | Terra batuda | Alicja Rosolska     | A. Medina Garrigues V. Ruano Pascual     | 6−3, 6−3            |
| Finalista  | 5.   | 12 d'octubre de 2009 | Linz, Àustria        | Dura (i)     | Alicja Rosolska     | A-L. Grönefeld Katarina Srebotnik        | 1−6, 4−6            |
| Finalista  | 6.   | 2 de gener de 2011   | Brisbane             | Dura         | Alicja Rosolska     | Alissa Kleibànova A. Pavliutxénkova      | 3−6, 5−7            |
| Finalista  | 7.   | 16 de maig de 2011   | Brussel·les, Bèlgica | Terra batuda | Alicja Rosolska     | Andrea Hlaváčková Galina Voskobóieva     | 6−3, 0−6, [5−10]    |
| Guanyadora | 2.   | 21 de maig de 2012   | Estrasburg, França   | Terra batuda | Olga Govortsova     | Natalie Grandin Vladimíra Uhlířová       | 6−7(4), 6−3, [10−3] |
| Guanyadora | 3.   | 13 d'agost de 2012   | Mont-real, Canadà    | Dura         | Kristina Mladenovic | Nàdia Petrova Katarina Srebotnik         | 7−5, 3−6, [10−7]    |

## Trajectòria

### Dobles femenins
| Open d'Austràlia | 1R | 2R | 2R          | 2R          | 1R          | 2R | A           | A           | QF          | 1R | 0 / 8 | 7 – 8 |
| Roland Garros | 2R | 1R | 2R          | 1R          | 1R          | 1R | A           | 1R          | 1R          | 1R | 0 / 9 | 2 – 9 |
| Wimbledon | 1R | 1R | 2R          | 1R          | 2R          | 2R | A           | 2R          | 1R          | 1R | 0 / 9 | 4 – 9 |
| US Open | 2R | 3R | 2R          | 2R          | 1R          | 2R | A           | A           | 1R          | A  | 0 / 7 | 6 – 7 |
| Jocs Olímpics | A  | 1R | No celebrat | No celebrat | No celebrat | 1R | No celebrat | No celebrat | No celebrat | 1R | 0 / 3 | 0 − 3 |
| Rànquing a final d'any | 77 | 57 | 48          | 49          | 43          | 29 | –           | 62          | 41          |    |       |       |
| Llegenda: G: Guanyadora; F: Finalista; SF: Semifinalista; QF: Quarts de final; Q: Qualificació; A: Absent; RR: Round Robin |    |    |             |             |             |    |             |             |             |    |       |       |

### Dobles mixts
| Open d'Austràlia | A  | A  | 1R | A | A  | A  | 0 / 1 | 0 – 1 |
| Roland Garros | A  | A  | F  | A | 2R | A  | 0 / 2 | 5 – 2 |
| Wimbledon | 2R | 1R | 1R | A | A  | 2R | 0 / 4 | 2 – 4 |
| US Open | A  | A  | 2R | A | A  | A  | 0 / 1 | 1 – 1 |
| Llegenda: G: Guanyadora; F: Finalista; SF: Semifinalista; QF: Quarts de final; Q: Qualificació; A: Absent; RR: Round Robin |    |    |    |   |    |    |       |       |